# Teodoric al II-lea de Bar
Theodoric al II-lea (sau Thierry) (n. cca. 1045 – d. 2 ianuarie 1105) a fost conte de Bar și conte de Verdun, precum și conte de Montbéliard (ca Theodoric I) și senior de Mousson.
Theodoric a fost fiul lui Ludovic de Scarpone, conte de Montbéliard, cu Sofia, contesă de Bar și seniorină de Mousson.
După moartea tatălui său, Theodoric a emis pretenții asupra stăpânirii Ducatului de Lorena Superioară, pe care o pretinsese și tatăl său. Pretenția a fost respinsă de către împăratul Henric al IV-lea, care a confirmat stăpânirea pentru Theodoric cel Viteaz. Ca represalii, Theodoric de Bar a devastat dieceza de Metz, însă a fost înfrânt de către episcopul Adalbéron al III-lea de Metz și de Theodoric cel Viteaz, noul duce loren. Reconciliat cu Biserica, el a întemeiat o abație în 1074 în Haguenau și a reconsturit biserica din Montbéliard în 1080. El nu a participat la Conciliul de la Clermont din 1095, însă l-a trimis pe fiul său Ludovic pentru a participa la prima cruciadă. În 1100, episcopul de Verdun a oferit comitatul de Verdun lui Teodoric pe viață, însă relația dintre puterile spirituală și temporală era tulbure.
Teodoric s-a căsătorit în 1065 cu Ermentruda de Burgundia (n. 1055–d. 1105), fiică a contelui Guillaume I de Burgundia cu Ștefania și a avut ca urmași pe:
- Teodoric al II-lea (1081–1163), devenit conte de Montbéliard
- Ludovic, participant la cruciade, revenit în 1102, dar asasinat în 1103
- Frederic I (d. 1160), conte de Ferrette și Altkirch
- Reginald I (n. 1090–d. 1150), conte de Bar și senior de Mousson
- Ștefan (d. 1162), episcop de Metz
- Guillaume (d. înainte de 1105)
- Hugo, menționat în 1105, probabil om al bisericii
- Gunthilda (d. 1331), abatesă de Biblisheim
- Agnes (d. 1136), căsătorită în 1104